# صلاة الفاتح
في الصوفية صلاة الفاتح نقلها الشيخ محمد بن أبي الحسن البكري، سليل أبي بكر الصديق إلى المسلمين، ثم أصبحت فيما بعد دعاءً مقبولًا ووردًا للنبي محمد، يمارسه المريدين في الطريقة التيجانية بشكل فردي أو جماعي.

## الكيفية
صلاة الفاتح تُعرف عادةً باسم درود الفاتح في شبه القارة الهندية وصلاة الفاتح في شرق آسيا الأقصى.
وقد نقل هذه الأنشودة إلى المسلمين الشيخ محمد بن أبي الحسن البكري، من نسل أبي بكر الصديق.
كما أنها تُنسب إلى الشيخ أحمد التيجاني مؤسس الطريقة التيجانية الصوفية، وهذه الصلاة يتلوها بالفعل ملايين من أتباع التيجانية (المريدين) في جميع أنحاء العالم كجزء من وردهم اليومي.
النص الكامل والصيغة الصحيحة لهذه الدعاء والتضرع هو كما يلي في الطريقة التيجانية:

## طالع أيضًا
- صلوات (صوفية) [الإنجليزية]
- وظيفة (صوفية)
- لازيمي
- دعاء
- الذكر
- ورد
- التيجانية

## روابط خارجية
- Explanation of Salat al-Fatih by the mufti Ali Gomaa على يوتيوب
- Text of Salat al-Fatih of the Tijaniyyah order على يوتيوب
- Benefits of Salat al-Fatih of the Tijaniyyah order على يوتيوب
- Salat al-Fatih of the Tijaniyyah order على يوتيوب
- Salat al-Fatih of the Tijaniyyah order على يوتيوب